# Хекатериде
Хекатериде (грч. Ἑκατερις, Ἑκατεριδες) су у грчкој митологији биле нимфе.

## Етимологија
Њихово име је у вези са две речи, hekateris, што је народни плес који укључује померање руку (kheiron kinesis) и hekateros, такође народни плес, али са скоковима, где се ноге забацују уназад до задњице. Ове две речи су вероватно изведене од heka и teras што би значило „чудесних сто“, а и hekateros има значење „сваки од два“.

## Митологија
Хекатериде су биле нимфе рустичног плеса. Према Хесиоду, било их је пет и биле су потомство Хекатера и Форонејеве кћерке. Биле су сестре дактилима, а мајке сатирима, куретима и ореадама. Име дактили значи „прсти“, тако да број ових нимфи није случајан. Такође, могуће значење њиховог имена, „чудесних сто“, одговарало би укупном броју прстију ових нимфи. Оне су постале супруге својој браћи, дактилима, што би одговарало хармоничном склапању руку приликом ступања у брак („прст по прст“). Ове нимфе су довођене у везу са нимфама Мелијадама и Кабиридама, а њихово име указује и на могућу повезаност са богињом Хекатом, која је имала важну улогу у мистеријама.